# Harrow School
Harrow School je anglická nezávislá škola, která sídlí v londýnském obvodu Harrow. První zmínka o škole v městečku Harrow pochází z roku 1243, za oficiální počátek je pokládán rok 1572, kdy královna Alžběta I. udělila Johnu Lyonovi povolení ke zřízení školy. Harrow School patří mezi devítku nejstarších a neprestižnějších soukromých škol v Anglii, školné činí přes 12 tisíc liber za semestr. Je určena pouze pro chlapce ve věku třináct až osmnáct let, chodí na ni okolo osmi set studentů; všichni musejí bydlet v areálu školy, rozděleném do dvanácti internátních budov.
Škola má vlastní znak, latinské heslo Stet Fortuna Domus („Ať štěstí tohoto domu trvá“) a hymnu Forty Years On. Studenti povinně nosí tradiční uniformu v barvách školy (modrá a bílá), k níž patří sako, vázanka a slaměný klobouk se stuhou. V roce 1937 vznikla známá fotografie Jimmyho Simea „Toffs and Toughs“ zachycující setkání uniformovaných Harroviánů s chudě oblečenými chlapci z předměstí. Vychází zde zpravodajský týdeník The Harrovian, ke škole patří výstavní síň Old Speech Room Gallery & Museum s cennými uměleckými sbírkami, přístupná veřejnosti.
Harrow School je známá také sportovním životem. Okolo roku 1830 zde vznikl nový sport squash, hraje se zde také specifická varianta fotbalu zvaná Harrow Football. Harrow byl také jednou ze škol, která přijala Cambridgeská pravidla, jež stála u zrodu moderního fotbalu. Proslulý je každoroční kriketový zápas proti Eton College, hraný od roku 1805. Koná se také běh na deset mil zvaný Long Ducker, jehož výtěžek je použit na dobročinné účely.
Mezi absolventy školy patří Winston Churchill, Džaváharlál Néhrú, král Husajn I., George Gordon Byron, John Galsworthy, Joseph Banks, Spencer Gore, Benedict Cumberbatch, James Blunt a další známé osobnosti.
Ve školní budově Old Schools se natáčel film Harry Potter a Kámen mudrců.
Škola také expanduje do Asie, kde mezi majetnými vrstvami roste poptávka po západním vzdělání: provozuje pobočky v Pekingu, Hongkongu a Bangkoku.